# Louise Armstrong
Louise Armstrong (17 de marzo de 1937-10 de agosto de 2008) fue una escritora y activista estadounidense. Sus textos lograron repercusión en los Estados Unidos, Canadá e Inglaterra, abordando temas como el abuso infantil, el incesto, el maltrato a la mujer, la violencia intrafamiliar y el abuso sexual.
Su libro Kiss Daddy Goodnight , publicado por la editorial Pocket Books en 1978, aborda la temática del incesto.

## Trabajos publicados

### Libros para adultos
- Of 'Sluts' and 'Bastards': A Feminist Decodes the Child Welfare Debate (Common Courage, 1996)
- Rocking the Cradle of Sexual Politics, What Happened When Women Said Incest (Addison-Wesley, 1994; The Women, 1996)
- And They Call It Help, The Psychiatric Policing of America's Children (Addison-Wesley, 1993)
- Solomon Says, A Speakout on Foster Care (Pocket Books, 1989)
- Kiss Daddy Goodnight: Ten Years Later (Pocket Books, 1987)
- The Home Front, Notes from the Family War Zone (McGraw-Hill, 1983)
- Kiss Daddy Goodnight, A Speakout on Incest (Pocket Books, 1978).
- Saving the Big Deal Baby (E.P. Dutton, 1980)

### Libros para niños
- A Child's Guide to Freud (Simon & Schuster, 1963).
- How to Turn Lemons Into Money, A Child's Guide to Economics (Harcourt Brace Jovanovich, 1975).
- How to Turn Up into Down, A Child's Guide to Inflation, Depression, and Economic Recovery (HBJ, 1978).
- How to Turn War into Peace, A Child's Guide to Conflict Resolution  (HBJ, 1979).
- Arthur Gets What He Spills (HBJ, 1979)